# Surattha obeliscota
Surattha obeliscota là một loài bướm đêm trong họ Crambidae.